# Polska Parafia Ewangelicko-Augsburska w Gdyni
Polska Parafia Ewangelicko-Augsburska w Gdyni – zbór w diecezji wielkopolskiej (do 1937 diecezji poznańsko-pomorskiej) Kościoła Ewangelicko-Augsburskiego.
Pierwsze, nieudane próby zorganizowania polskiego zboru w Gdyni miały miejsce w 1926 r. staraniem Adolfa Martensa. W 1931 r. Martens stanął na czele komitetu organizacyjnego i z pomocą ks. seniora Gustawa Manitiusa z Poznania doprowadził do powstania Polskiego Zboru Ewangelicko-Augsburskiego w Gdyni (zwanego też Polskim Zborem Ewangelickim). Pierwsze nabożeństwo odprawił ks. Manitius w sali Szkoły Handlu Morskiego i Techniki Portowej przy ul. Morskiej i jednocześnie wybrano kolegium kościelne, którego prezesem został Adolf Martens. 21 lipca Komisariat Rządu przyznał zborowi teren na Cmentarzu Witomińskim oraz parcelę pod budowę kaplicy przy ul. Leśnej 16 (obecna ul. Wolności). 18 października 1931 r. bp Juliusz Bursche wprowadził w urząd administratora ks. Leopolda Michelisa, który ponadto obsługiwał zbór filialny w Tczewie. Wkrótce opublikowano ogólnopolską odezwę w sprawie budowy w Gdyni kościoła oraz wydano okolicznościową pocztówkę z jego projektem. Zbór organizował uroczystości patriotyczne, m.in. z okazji Dni Morza i XI Zjazdu Legionistów (14 sierpnia 1932 r.). Powstało Koło Pań. Zbór liczył ponad 300 osób. Nowym prezesem kolegium w 1935 r. został Konrad Ulrichs. Na pracę kościelną hamująco wpływał konflikt kolegium z pastorem, który ostatecznie został przeniesiony jako prefekt do Tarnowskich Gór pod koniec 1936 r.
W roku 1937 duszpasterzem został ks. Jerzy Kahané, a wskutek wprowadzenia w życie nowej ustawy kościelnej, zbór stał się pełnoprawną parafią. 20 kwietnia 1937 r. zawiązał się Komitet Budowy Kaplicy. Od 18 maja działało Stowarzyszenie Niewiast im. Wandy Martensowej, z siedzibą w Domu Zdrojowym, gdzie odbywały się też parafialne uroczystości i spotkania towarzyskie. Od 4 lipca nabożeństwa odprawiano w kaplicy Domu Marynarza Szwedzkiego, udostępnionej przez ks. Daniela Cederberga. 26 grudnia 1937 r. zainaugurował działalność filiał w Starogardzie. 19 maja 1938 r. przewodniczącym rady kościelnej został wybrany Juliusz Hein. 2 listopada 1938 r. powstało w Gdańsku Towarzystwo Polaków Ewangelików im. ks. pastora Krzysztofa Celestyna Mrongowiusza pod przewodnictwem Adolfa Zwijasa i 11 listopada odprawiono tam w kaplicy anglikańskiej przy ul. św. Ducha pierwsze nabożeństwo w języku polskim. W listopadzie Komisariat Rządu zatwierdził plany budowlane kościoła, zapewne autorstwa inż. Tadeusza Jędrzejewskiego. 11 czerwca 1939 r. odbyło się uroczyste poświęcenie kamienia węgielnego z udziałem bpa Burschego, a 3 sierpnia zatwierdzono akt notarialny przekazania parafii terenu.
Poza zborami polskim i szwedzkim, w Orłowie działała niemiecka parafia Kościoła Ewangelicko-Unijnego (dawniej parafia Mały Kack), istniejąca od połowy XVI w. do 1945 r. Jej proboszcz, ks. Zeno Kuske, odprawiał tam również polskie nabożeństwa w 1931 r. i w roku 1932 dla letników w kościele w Helu. Rozbudowany kościół w Gdyni Orłowie obecnie jest świątynią katolicką.
Po wybuchu II wojny światowej ks. Kahané został z Gdyni wysiedlony i w 1941 r. zamordowany przez hitlerowców, a parafia straciła możliwość działania. W 1945 centrum nowej parafii ewangelicko-augsburskiej stał się Sopot, ale polskie nabożeństwa w kaplicy szwedzkiej odbywały się jeszcze do ok. 1970 r. Cmentarz parafialny po wojnie stał się częścią cmentarza komunalnego, zachowały się jednak niektóre dawne groby.